# Flossenbürg-Hauptprozess

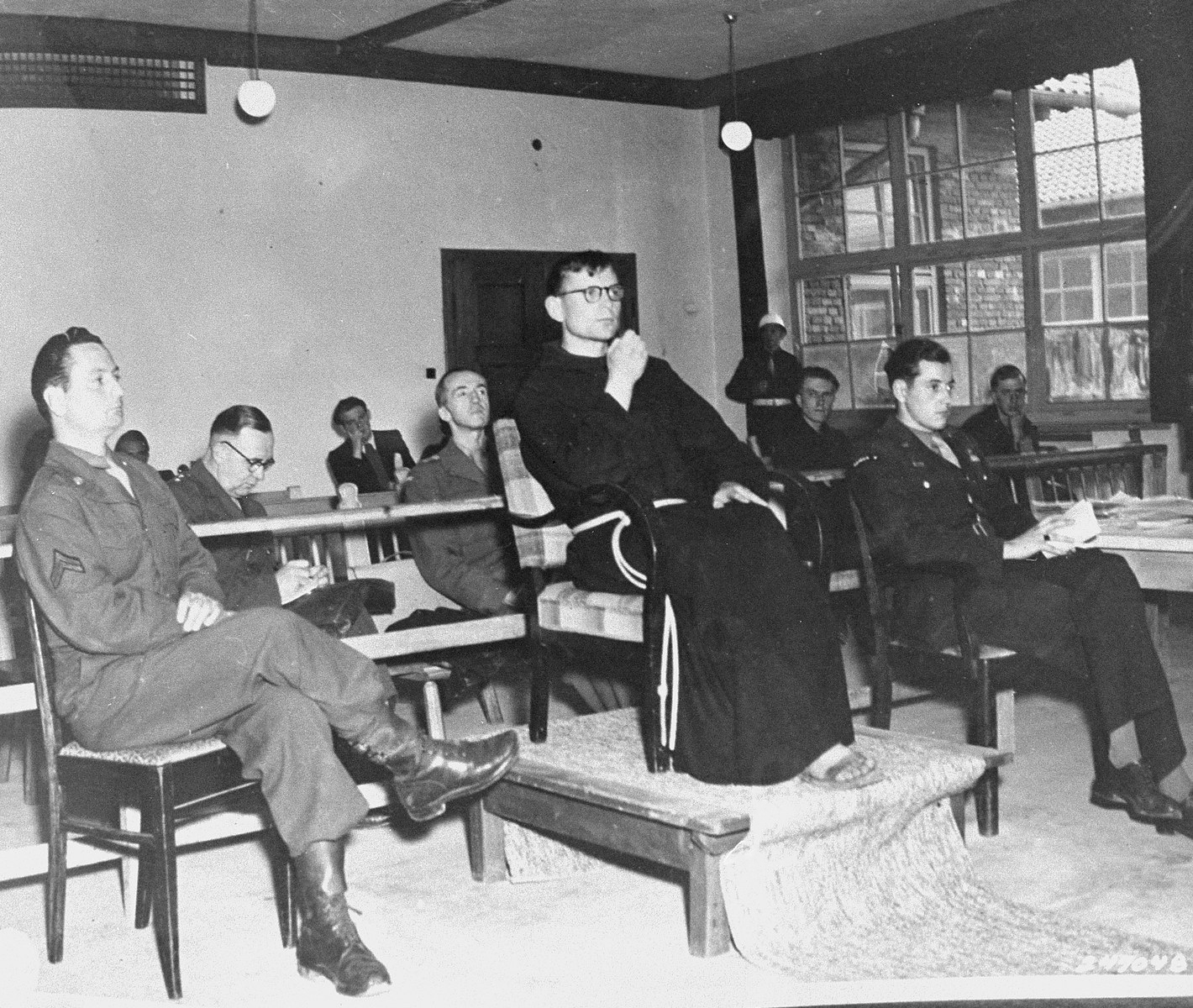
Der Geistliche Leclerc, ehemaliger Flossenbürg-Häftling, sagt am 21. Juni 1946 im Flossenbürg-Hauptprozess aus. Rechts sitzt der Dolmetscher Fred Stecker.

Der Flossenbürg-Hauptprozess war ein Kriegsverbrecherprozess der United States Army in der amerikanischen Besatzungszone am Militärgericht in Dachau. Dieser Prozess fand vom 12. Juni 1946 bis zum 22. Januar 1947 im Internierungslager Dachau statt, wo sich bis Ende April 1945 das Konzentrationslager Dachau befunden hatte. In diesem Prozess waren 52 Personen angeklagt, denen Kriegsverbrechen im Zusammenhang mit dem KZ Flossenbürg und dessen Nebenlagern zur Last gelegt wurden. Das Verfahren endete mit 40 Schuldsprüchen. Offiziell wurde der Fall als United States of America vs Friedrich Becker et al. – Case 000-50-46 bezeichnet. Dem Flossenbürg-Hauptverfahren schlossen sich 18 Nebenverfahren mit 42 Angeklagten an, die ebenfalls im Rahmen der Dachauer Prozesse stattfanden.

## Rechtsgrundlagen und Anklage
Die rechtliche Basis des Verfahrens bildeten die „Rules of Military Gouverment Courts“ ausgehend von den Erlässen des  Military Government.
Inhalt der Anklageschrift war die „Verletzung der Kriegsgebräuche und -gesetze“ die während des Zeitraums vom 1. Januar 1942 bis zum 8. Mai 1945 in Flossenbürg und den Außenlagern an nicht-deutschen Zivilisten und Kriegsgefangenen verübt worden waren. Verbrechen von deutschen Tätern an deutschen Opfern blieben lange ungesühnt und wurden in der Regel erst später vor deutschen Gerichten verhandelt. Die Angeklagten wurden zudem beschuldigt, im Rahmen eines gemeinsamen Vorgehens (Common Design) an Misshandlungen und Tötungen nicht-deutscher Zivilisten und Kriegsgefangener rechtswidrig und vorsätzlich teilgenommen  zu haben.
Der Prozess wurde am 12. Juni 1946 vor dem Militärgericht eröffnet. Die Anklagevertretung unter dem Hauptankläger William D. Denson bestand aus mehreren amerikanischen Offizieren und stützte sich auf die Untersuchungsergebnisse amerikanischer Ermittler, die im Rahmen des War Crimes Program Verbrechen im Zusammenhang mit dem KZ Flossenbürg  dokumentiert hatten. Den Angeklagten wurden Rechtsbeistände gestellt. Da die Gerichtssprache Englisch war, mussten Dolmetscher auf Englisch und Deutsch zwischen dem Gericht und den Angeklagten übersetzen. Nach Verlesung der Anklageschrift plädieren die Angeklagten sämtlich auf „nicht schuldig“.
Gegen einen Beschuldigten wurde die Anklage zurückgezogen. Bei sechs weiteren Beschuldigten wurde am 17. Dezember 1946 auf die Fortführung des Strafverfahrens verzichtet (unter ihnen der Namensgeber des Prozesses Friedrich Becker); von denen mussten sich jedoch vier, darunter der Lagerarzt Heinrich Schmitz, in den folgenden Nebenprozessen verantworten. Den verbleibenden 45 überwiegend deutschen Angeklagten wurde mehrheitlich die Vernachlässigung sowie Misshandlung und Tötung von Häftlingen, insbesondere auf den Todesmärschen, vorgeworfen. Unter den Angeklagten befanden sich überwiegend Angehörige der SS und Waffen-SS. Zudem waren über 15 Funktionshäftlinge beziehungsweise ehemalige Insassen beschuldigt. Diese mehrheitlich „kriminellen“ Kapos füllten in Flossenbürg wichtige Funktionen innerhalb des Lagers aus, die in anderen Konzentrationslagern mit sogenannten „politischen“ Funktionshäftlingen besetzt waren.
Am 22. Januar 1947 wurden durch den Vorsitzenden des Militärgerichts die Urteile verkündet. Neben 15 Todesurteilen wurden elf lebenslange und 14 zeitliche Haftstrafen verhängt. Fünf der Angeklagten wurden freigesprochen. Nach Überprüfungsverfahren wurden drei Todesurteile auf lebenslange Haftstrafen reduziert und die anderen Urteile bestätigt. Die Verurteilten wurden in das Kriegsverbrechergefängnis Landsberg überführt. Die Todesurteile wurden am 3. und 15. Oktober 1947 durch den Strang in Landsberg vollstreckt.

## Die 45 Urteile im Einzelnen
| Angeklagter                     | Rang                                        | Funktion                                                                        | Urteil                                            |
| ------------------------------- | ------------------------------------------- | ------------------------------------------------------------------------------- | ------------------------------------------------- |
| Konrad Blomberg                 | SS-Obersturmführer und Kriminalobersekretär | Leiter der Politischen Abteilung                                                | Todesurteil, hingerichtet am 3. Oktober 1947      |
| Christian Mohr                  | SS-Unterscharführer                         | Kommandoführer                                                                  | Todesurteil, hingerichtet am 3. Oktober 1947      |
| Ludwig Schwarz                  | SS-Hauptsturmführer                         | Leiter des Außenlagers Hersbruck                                                | Todesurteil, hingerichtet am 3. Oktober 1947      |
| Bruno Skierka                   | SS-Untersturmführer                         | Leiter einer Wachkompanie                                                       | Todesurteil, hingerichtet am 3. Oktober 1947      |
| Albert Roller                   | SS-Sturmscharführer                         | Leiter des Außenlagers Lengenfeld                                               | Todesurteil, hingerichtet am 3. Oktober 1947      |
| Erhard Wolf                     | SS-Rang unbekannt                           | Block- und Kommandoführer, Leiter des Lagergefängnisses                         | Todesurteil, hingerichtet am 3. Oktober 1947      |
| Josef Wurst                     | SS-Rottenführer                             | Wachmannschaft Außenlager                                                       | Todesurteil, hingerichtet am 3. Oktober 1947      |
| Cornelius Schwanner             | SS-Hauptscharführer                         | Kommandoführer der Außenlager Johanngeorgenstadt und Obertraubling              | Todesurteil, hingerichtet am 15. Oktober 1947     |
| Josef Hauser                    | Funktionshäftling                           | Kapo                                                                            | Todesurteil, hingerichtet am 3. Oktober 1947      |
| Christian Eisbusch              | Funktionshäftling                           | Kapo                                                                            | Todesurteil, hingerichtet am 3. Oktober 1947      |
| Willi Olschewski                | Funktionshäftling                           | Kapo                                                                            | Todesurteil, hingerichtet am 3. Oktober 1947      |
| August Ginschel                 | Funktionshäftling                           | Blockältester                                                                   | Todesurteil, hingerichtet am 15. Oktober 1947     |
| Wilhelm Brusch                  | SS-Oberscharführer                          | Leiter des Außenlagers Wolkenburg                                               | Todesurteil, reduziert auf lebenslange Haftstrafe |
| Karl Keiling                    | SS-Sturmscharführer                         | Wachmannschaft                                                                  | Todesurteil, reduziert auf lebenslange Haftstrafe |
| Alois Schubert                  | SS-Obersturmführer                          | Direktor der Messerschmittfabrik                                                | Todesurteil, reduziert auf lebenslange Haftstrafe |
| Ludwig Buddensieg               | SS-Hauptsturmführer                         | Kommandeur des Wachbataillons                                                   | lebenslange Haftstrafe                            |
| Johann Geisberger               | SS-Hauptscharführer                         | Blockführer                                                                     | lebenslange Haftstrafe                            |
| Michael Gelhard                 | SS-Rottenführer                             | Block-, Kommando und Hundeführer                                                | lebenslange Haftstrafe                            |
| Erich Mußfeldt                  | SS-Oberscharführer                          | Rapportführer                                                                   | lebenslange Haftstrafe                            |
| Hermann Pachen                  | SS-Obersturmführer                          | Leiter eines Evakuierungsmarsches                                               | lebenslange Haftstrafe                            |
| Otto Pawliczek                  | SS-Oberscharführer                          | Block- und Kommandoführer                                                       | lebenslange Haftstrafe                            |
| Erich Penz                      | SS-Sturmmann                                | Wachmannschaft, Hundeführer                                                     | lebenslange Haftstrafe                            |
| Josef Pinter                    | SS-Rottenführer                             | Wachmannschaft, Hundeführer                                                     | lebenslange Haftstrafe                            |
| Alois Jakubith                  | Funktionshäftling                           | Kapo                                                                            | lebenslange Haftstrafe                            |
| Karl Mathoi                     | Funktionshäftling                           | Lagerältester und Kapo                                                          | lebenslange Haftstrafe                            |
| Georg Weilbach                  | Funktionshäftling                           | zweiter Lagerältester und Kapo                                                  | lebenslange Haftstrafe                            |
| Raimund Mauerer                 | Funktionshäftling                           | Kapo                                                                            | 30 Jahre Haftstrafe                               |
| Gerhard Haubold                 | SS-Oberscharführer                          | Wachmann im Lagergefängnis                                                      | 20 Jahre Haftstrafe                               |
| Eduard Losch                    | SS-Rang unbekannt                           | Kommandoführer                                                                  | 20 Jahre Haftstrafe                               |
| Walter Reupsch                  | SS-Unterscharführer                         | Lagerapotheker                                                                  | 20 Jahre Haftstrafe                               |
| Kurt Erich Schreiber            | SS-Hauptscharführer                         | Kommandoführer, Ausbilder der Rekruten                                          | 20 Jahre Haftstrafe                               |
| Hermann Sommerfeld              | SS-Obersturmführer                          | Leiter eines Evakuierungsmarsches                                               | 15 Jahre Haftstrafe                               |
| August Fahrnbauer               | SS-Oberscharführer                          | Arbeitsdienstführer und stellvertretender Lagerleiter des Nebenlagers Plattling | 15 Jahre Haftstrafe                               |
| Peter Bongartz                  | Funktionshäftling                           | Oberkapo im Nebenlager Hersbruck                                                | 15 Jahre Haftstrafe                               |
| Walter Paul Adolf Neye          | Funktionshäftling                           | Blockältester                                                                   | 15 Jahre Haftstrafe                               |
| Hans Johann Lipinski            | Funktionshäftling                           | Kapo                                                                            | 10 Jahre Haftstrafe                               |
| Gustav Matzke                   | Funktionshäftling                           | Kapo Messerschmitt-Fabrik                                                       | 10 Jahre Haftstrafe                               |
| Karl Gräber                     | SS-Oberscharführer                          | Wachmannschaft                                                                  | 10 Jahre Haftstrafe                               |
| Franz Berger                    | SS-Sturmbannführer                          | Kommandant des Wachbataillons                                                   | 3,5 Jahre Haftstrafe                              |
| Joseph Becker                   | SS-Rang unbekannt                           | Wachmannschaft Außenlager Wolkenburg                                            | 1 Jahr Haftstrafe                                 |
| Karl Buttner                    | Häftling                                    | Blockältester                                                                   | Freispruch                                        |
| Karl Friedrich Alois Gieselmann | Häftling                                    | unbekannt                                                                       | Freispruch                                        |
| Georg Hoinisch                  | Häftling                                    | unbekannt                                                                       | Freispruch                                        |
| Theodor Retzlaff                | Häftling                                    | unbekannt                                                                       | Freispruch                                        |
| Peter Herz                      | unbekannt                                   | unbekannt                                                                       | Freispruch                                        |

## Nebenprozesse
Auf dem Flossenbürg-Hauptverfahren basierten weitere 18 Nebenprozesse, in denen sich 42 Beschuldigte, darunter mindestens elf Funktionshäftlinge, wegen Kriegsverbrechen im KZ Flossenbürg und dessen Nebenlagern verantworten mussten. Diese Nebenprozesse, in denen gegen einen bis zu sieben Beschuldigte verhandelt wurde, fanden von Juni 1947 bis Dezember 1947 ebenfalls im Internierungslager Dachau statt. Neben 24 Haftstrafen, darunter acht lebenslängliche, und sieben Freisprüchen wurden elf Todesurteile ausgesprochen, von denen sechs vollstreckt wurden.